# Jamala
Susana Dzjamaladinova (ukrainska: Сусана Джамаладінова, krimtatariska: Susana Camaladinova), född 27 augusti 1983 i Osj, Sovjetunionen, är en ukrainsk sångerska med krimtatariskt och armeniskt påbrå. Hon representerade Ukraina i Eurovision Song Contest 2016 i Stockholm med låten "1944", som hon vann finalen med den 14 maj efter att ha kommit på andra plats i både jury- och telefonomröstningen. Dzjamaladinova är mest känd via sitt internationella (engelskspråkiga) artistnamn Jamala (uttal: /dʒa'mala/), i Ukraina som Джамала (Dzjamala)  eller Camala (krimtatariska/turkiska).

## Karriär
Jamala vann sommaren 2009 tävlingen "New Wave" tillsammans med Sandhy Sandoro från Indonesien. Under våren 2011 deltog Jamala i den ukrainska uttagningen till Eurovision Song Contest 2011 i Düsseldorf, med jazzlåten Smile. Den 28 november 2010 gick Jamala vidare till den nationella finalen, som hölls den 26 februari 2011. I den nationella finalen slutade hon först på en tredje plats, men efter kontroverser kring tävlingen bestämdes det att de tre bäst placerade skulle delta i en ny final. Dessa blev Mika Newton, Zlata Ohnevytj och Jamala. Den 1 mars meddelade dock Jamala att hon drog sig ur den nya finalen.
2016 gjorde Jamala ett nytt försök i Ukrainas uttagning till Eurovision Song Contest 2016 med låten "1944" som framfördes delvis på engelska och delvis på krimtatariska. Låten blev snabbt en av favoriterna och vann sin semifinal med nära 50 procent av tittarrösterna samt högsta poäng av juryn. I finalen ställdes bidraget mot fem andra, och det blev en hård kamp främst mellan Jamalas bidrag "1944" och gruppen The Hardkiss "Helpless". Jamala fick högsta poäng av telefonrösterna, medan The Hardkiss vann juryns omröstning. Båda bidragen slutade därför på 11 poäng, varefter Jamala utsågs till segrare eftersom tittarrösterna vägde tyngre än juryns röster. Hon representerade Ukraina i Eurovision Song Contest 2016, som hölls i Stockholm i Sverige. Där vann hon finalen efter jury- och telefonomröstning. Detta var Ukrainas andra seger i tävlingen, efter 2004 års upplaga där Ruslana segrade.

## Deltagande i tävlingar och festivaler
- 1992 — Vinnare av barntävlingen "Stjärnregn"
- 1993 — Vinnare av barntävling
- 2000 — Grand Prix vid tävlingen "Framtidens röster" i Nizjnij Novgorod
- 2001 — Tredje pris i sångtävlingen "Krimska vesna"
- 2004 — Vinnare av "Concorso Europeo Amici della musica" i Italien
- 2009 — Vinnare av musiktävlingen New Wave 2009 i Jūrmala
- 2016 — Vinnare av Eurovision Song Contest

## Diskografi

### Album
- 2011 – For Every Heart
- 2012 – Live At Arena Concert Plaza (konsert-DVD)
- 2013 – All or Nothing
- 2014 – Thank You
- 2015 – Подих
- 2016 – 1944

### Singlar
- 2010 – "You're Made of Love" (även i rysk version som Ты из любви, Ty iz ljubvi)
- 2010 – "It's me Jamala" (även i ukrainsk version som Це я, Джамала, Tse ja, Dzjamala)
- 2010 – "Smile"
- 2011 – "Goal"
- 2012 – "Я люблю тебя" (på ryska; Ja ljublju tebja, 'Jag älskar dig')
- 2012 – "Hurt"
- 2013 – "Кактус" (på ryska; Kaktus)
- 2014 – "Чому?" (på ukrainska; Tjomu?)
- 2014 – "Meni ğamdan azat eyle" (på krimtatariska)
- 2014 – "Заплуталась" (på ukrainska; Zaplutalas)
- 2014 – "Злива" (på ukrainska, Zliva)
- 2014 – "You're My Thrill"
- 2015 – "Очима" (på ukrainska; Otjyma)
- 2015 – "Шлях додому" (på ukrainska; Sjljach dodomu)
- 2015 – "Подих" (på ukrainska; Podych)
- 2016 – "1944"